# Léon Krier
Léon Krier (Lussemburgo, 7 aprile 1946 – Palma di Maiorca, 17 giugno 2025) è stato un architetto e urbanista lussemburghese.

## Biografia
Ritenuto uno dei più influenti architetti del neourbanesimo e della nuova architettura classica, il suo progetto più conosciuto fu quello per il villaggio di Poundbury, a Dorset (Inghilterra), per il Principe del Galles. Krier ebbe una grande influenza sul movimento New Urbanism, specialmente negli Stati Uniti.
Anche suo fratello maggiore, Rob Krier, fu un architetto.
Il Piano Guida dell'intervento di riqualificazione e recupero della vasta area di San Donato (fiat-fondiaria) all'interno del quartiere di Novoli nel Comune di Firenze fu progettato e redatto da Léon Krier. In Italia, Léon Krier realizzò inoltre il nuovo quartiere urbano Borgo Città Nuova di Alessandria in collaborazione con l'imprenditore locale Gabriele Saggini; e il complesso misto residenziale e artigianale Il Piombetto a Valenza.
Morì a Palma di Maiorca il 17 giugno 2025 all'età di 79 anni.

## Carriera
Krier iniziò a studiare architettura presso l'Università di Stoccarda, a metà degli anni Sessanta. Rinunciò agli studi universitari andando a lavorare nel 1969 presso lo studio dell'architetto James Stirling a Londra. Krier lavorò tre anni presso Stirling, dopodiché insegnò all'Architectural Association e presso il Royal College of Art di Londra. Negli anni tra il 1987 e il 1990 Krier fu il direttore del SOM, lo studio di architettura Skidmore, Owings and Merrill di Chicago.
Sebbene Krier fosse famoso per la sua difesa dell'architettura classica e per un modello di ricostruzione tradizionale delle città europee, un'attenta revisione dei suoi progetti mostra un cambiamento da un iniziale approccio Razionalista (progetto dell'Università di Bielefeld, 1968) verso un approccio Postmoderno e infine classicista.

## Sull'architettura
Per Krier gli edifici avevano un ordine razionale e tipologico: una casa, una piazza, una chiesa, un campanile, ma anche una colonna, una finestra, un tetto sono quelli che Krier chiama "oggetti nominabili", "oggetti autentici" e "oggetti d'uso (di lunga vita)". Nel ricercare un'architettura tipologica, i progetti di Krier sono stati definiti "architettura senza stile".

## Sullo sviluppo della città
Krier scrisse numerosi saggi (molti dei quali pubblicati sul giornale Architectural Design durante gli anni Ottanta) contro la pianificazione modernista, specialmente contro la divisione della città in zone funzionali (residenziale, industriale, commerciale, ecc.); Krier vide infatti nell'urbanista moderno una figura tiranna.

## Vita privata
Léon Krier fu sposato con l'artista Rita Wolff, con la quale visse in Provenza.

## Una selezione dei concetti dei testi di Léon Krier
- L'idea della ricostruzione
- Critica alla zonizzazione
- Città e campagna
- Critica all'industrializzazione
- La dimensione della città
- Critica al modernismo
- Composizione organica contro Razionalismo
- Edifici e architetture
- Ricostruzione della città Europea
- Componenti urbane
- Critica alle città di megastrutture
- La città dentro la città. I quartieri
- Forma e legislazione di un quartiere urbano

## Pubblicazioni
- Architettura. Scelta o fatalità, traduzione di Carla Celestino, prefazione di Paolo Portoghesi, Bari-Roma, Laterza, 1995, ISBN 88-420-4750-3.
- Antiarchitettura e demolizione, con Nikos A. Salingaros, Firenze, Libreria Editrice Fiorentina, 2007, ISBN 978-88-89264-87-4.
- Piano guida per il recupero urbano di Novoli, a cura di Maurizio Barabesi, introduzione di Marcello Vittorini, Comune di Firenze, Assessorato all'urbanistica, 1994, SBN BVE0056584.
- L'armonia architettonica degli insediamenti, Firenze, Libreria Editrice Fiorentina, 2009, ISBN 978-88-95421-48-3.

## Onorificenze
- Premio Driehaus, 2003